# Ottadal
Ottadal je údolí, ve kterém leží města Skjåk, Lom, Vågå a Sel v územně-správním celku Opplandv Norsku. Údolím teče řeka Otta.
Ottadal je jedno z bočních údolí Gudbrandsdalu; ostatní části se jmenují Gausdal, Heidal, a Vinstradal. Leží v severním cípu národního parku Jotunheimen.
Řeka Otta začíná u města Skjåk a pokračuje do jezera Vågåvatnet. Z jezera Vågåvatnet pokračuje do města Vågåmo, pokračuje údolím Ottadalen, které opouští u města Vågå, aby se vlila do řeky Gudbrandsdalslågen ve městě Otta.